# مارك جاميسون
مارك جاميسون (بالإنجليزية: Mark Jamieson) مواليد 4 مايو 1984 في أستراليا، كان دراج أسترالي سابق في صنف سباق الدراجات على الطريق وعلى المضمار. سبق أن شارك في دورة الألعاب الأولمبية الصيفية وفاز بميدالية أولمبية. حقق أيضا ميدالية في دورة ألعاب الكومنولث.

## سجل النتائج

### سباقات أو مراحل فاز بها
- طواف فرنسا
- طواف إسبانيا
- طواف إيطاليا

## الميداليات
| الميدالية | المسابقة                  |
| --------- | ------------------------- |
| ذهبية     | دورة ألعاب الكومنولث 2006 |

## روابط خارجية
- مارك جاميسون على موقع الاتحاد الدولي للدراجات (الإنجليزية)
- مارك جاميسون على موقع أرشيف الدراجات (الإنجليزية)
- مارك جاميسون على موقع إحصائيات الدراجات الإحترافية (الإنجليزية)
- مارك جاميسون على موقع نسبة الدراجات (الإنجليزية)
- مارك جاميسون على موقع أوليمبيديا (الإنجليزية)
- مارك جاميسون على موقع اللجنة الأولمبية الأسترالية (الإنجليزية)
- مارك جاميسون على موقع اتحاد ألعاب الكومنولث (مؤرشف) (الإنجليزية)
- مارك جاميسون على موقع دورة ألعاب الكومنولث 2006 (مؤرشف) (الإنجليزية)